# دایسو
دایسو (انگلیسی: Daiso) شرکت خرده‌فروشی ژاپنی است، که در سال ۱۹۷۷ تأسیس شد.